# Gornea
Gornea – wieś w Rumunii, w okręgu Caraș-Severin, w gminie Sichevița. W 2011 roku liczyła 591 mieszkańców. 